# AVE pel litoral

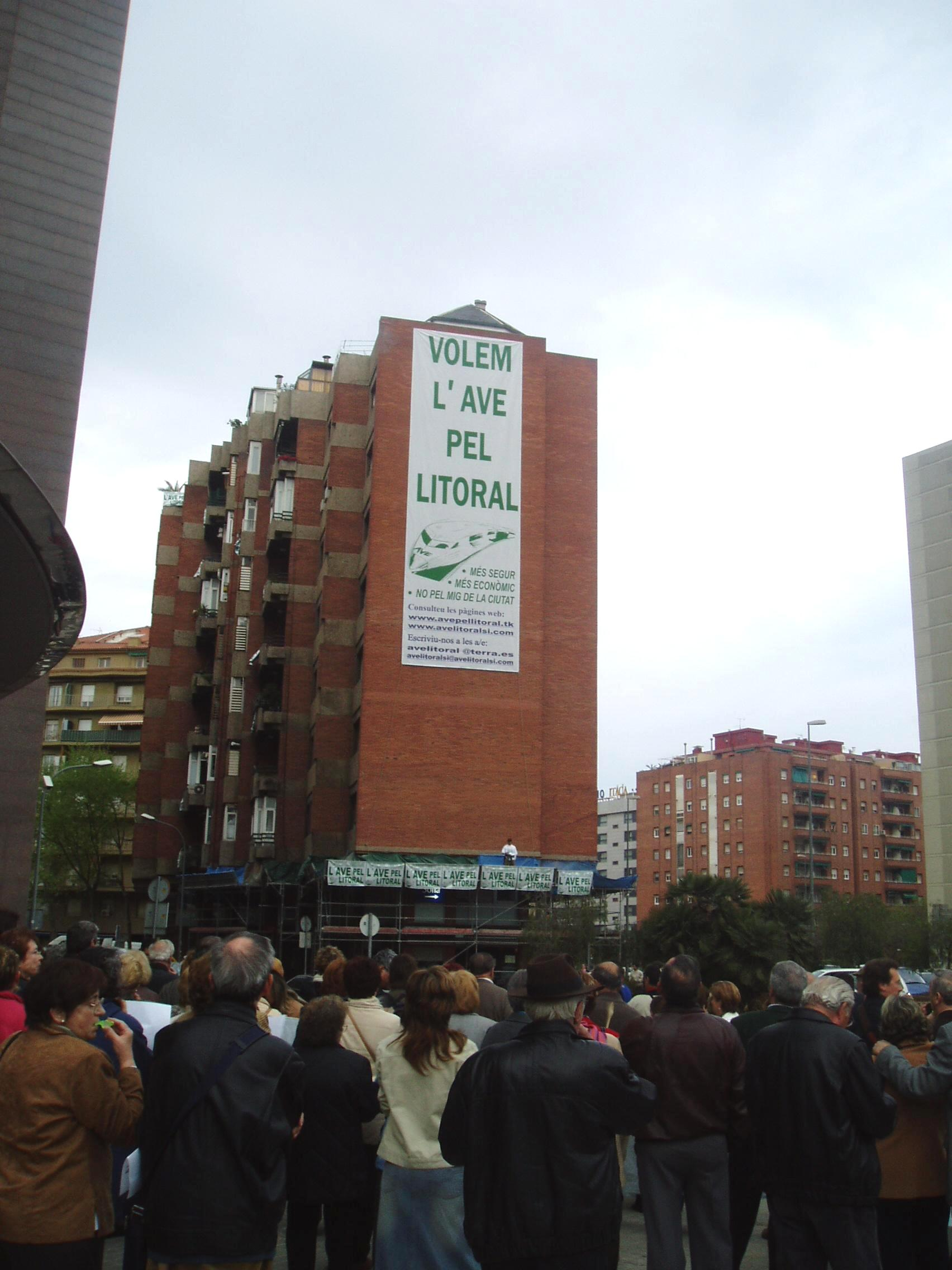
Cartell en contra del traçat de l'AVE pel centre de la ciutat de Barcelona davant l'Estació de Sants.

AVE pel litoral va ser una plataforma creada el febrer de 2005 després de l'esfondrament del Carmel a Barcelona. La plataforma veïnal demanava que la Línia d'Alta Velocitat Madrid - Frontera Francesa no passés pel centre de la ciutat de Barcelona, i s'oferia com a alternativa el pas pel litoral, tal com el PSC ja ho havia plantejat a l'inici del projecte. La demanda es basava en un suposat risc d'esfondrament de les cases, segons alguns experts.
Arran de la polèmica, es va crear un debat ciutadà i polític al voltant del traçat pel centre de la ciutat, i també respecte d'un suposat perill pels fonaments del temple de la Sagrada Família, que va acabar transcendint a diaris internacionals. L'any 2007 es va crear una nova associació, Col·lectiu per un bon traçat del TGV, centrat a evitar el risc de passar per sota la Sagrada Família.
Finalment el túnel Sants - Sagrera es va construir sense cap incidència destacable i sense que perillés cap fonament.